# NGC 2565
NGC 2565 je galaksija u zviježđu Raku.

## Vanjske poveznice
- SEDS: NGC 2565